# If (Mindless Self Indulgence)
If è il quarto album in studio dei Mindless Self Indulgence, pubblicato il 28 aprile 2008 dalla The End Records. L'artwork dell'album è stato disegnato dal fumettista Jhonen Vasquez.

## Tracce
1. Never Wanted to Dance – 3:08
2. Evening Wear – 3:31
3. Lights Out – 2:37
4. Prescription – 3:05
5. Issues – 3:04
6. Get It Up – 2:35
7. Revenge – 3:08
8. Animal – 2:44
9. Mastermind – 2:59
10. On It – 3:01
11. Pay for It – 3:33
12. Due – 2:10
13. Money – 2:53
14. Bomb This Track – 3:20
15. Mark David Chapman – 2:10

Tracce bonus nell'edizione britannica e giapponese
1. Uncle – 2:55
2. 3S' – 2:27
3. Never Wanted to Dance (The Birthday Massacre "Pansy Mix") – 3:31
4. Never Wanted to Dance (Combichrist Electro Hurtz Mix) – 4:52
5. Never Wanted to Dance (TSMV Remix) – 7:13
6. Never Wanted to Dance (Spider "Dub" Mix) – 7:52

CD bonus nell'edizione giapponese
1. Written in Cold Blood (Mark Saunders Mix) – 2:33
2. Prove Me Wrong – 4:04
3. Genius – 2:29
4. On It (KMFDM Remix) – 3:33
5. On It (Hollowboy Remix) – 4:33
6. (It's 3AM) Issues (Dinesh Boaz Remix)
7. (It's 3AM) Issues (Million Dollar Mano Remix)
8. Pay for It (Clown Remix) – 4:05
9. Pay for It (Ulver Remix) – 3:47
10. Never Wanted to Dance (Ulrich Wild Remix) – 3:13
11. Never Wanted to Dance (A Cappella Mix by The Birthday Massacre) – 2:37
12. Never Wanted to Dance (Music Video)
13. Mark David Chapman (Music Video)
14. The Making of Mark David Chapman (Video)

DVD dell'edizione Deluxe
1. Stupid MF (Live)
2. Straight to Video (Live)
3. Animal (Live)
4. Tornado (Live)
5. Animal (Music Video)

## Classifiche
| Classifica (2013)         | Posizione massima |
| ------------------------- | ----------------- |
| Stati Uniti               | 27                |
| Stati Uniti (independent) | 2                 |